# Megachile insolens
Megachile insolens är en biart som beskrevs av Mitchell 1930. Megachile insolens ingår i släktet tapetserarbin, och familjen buksamlarbin. Inga underarter finns listade i Catalogue of Life.